# Bobrek (Bytom)
Bobrek (deutsch Bobrek) ist ein Stadtteil von Bytom (Beuthen) in Oberschlesien. Bis 1951 war er eigenständige Gemeinde, im selben Jahr erfolgte die Eingemeindung in die Stadt Bytom.

## Geschichte

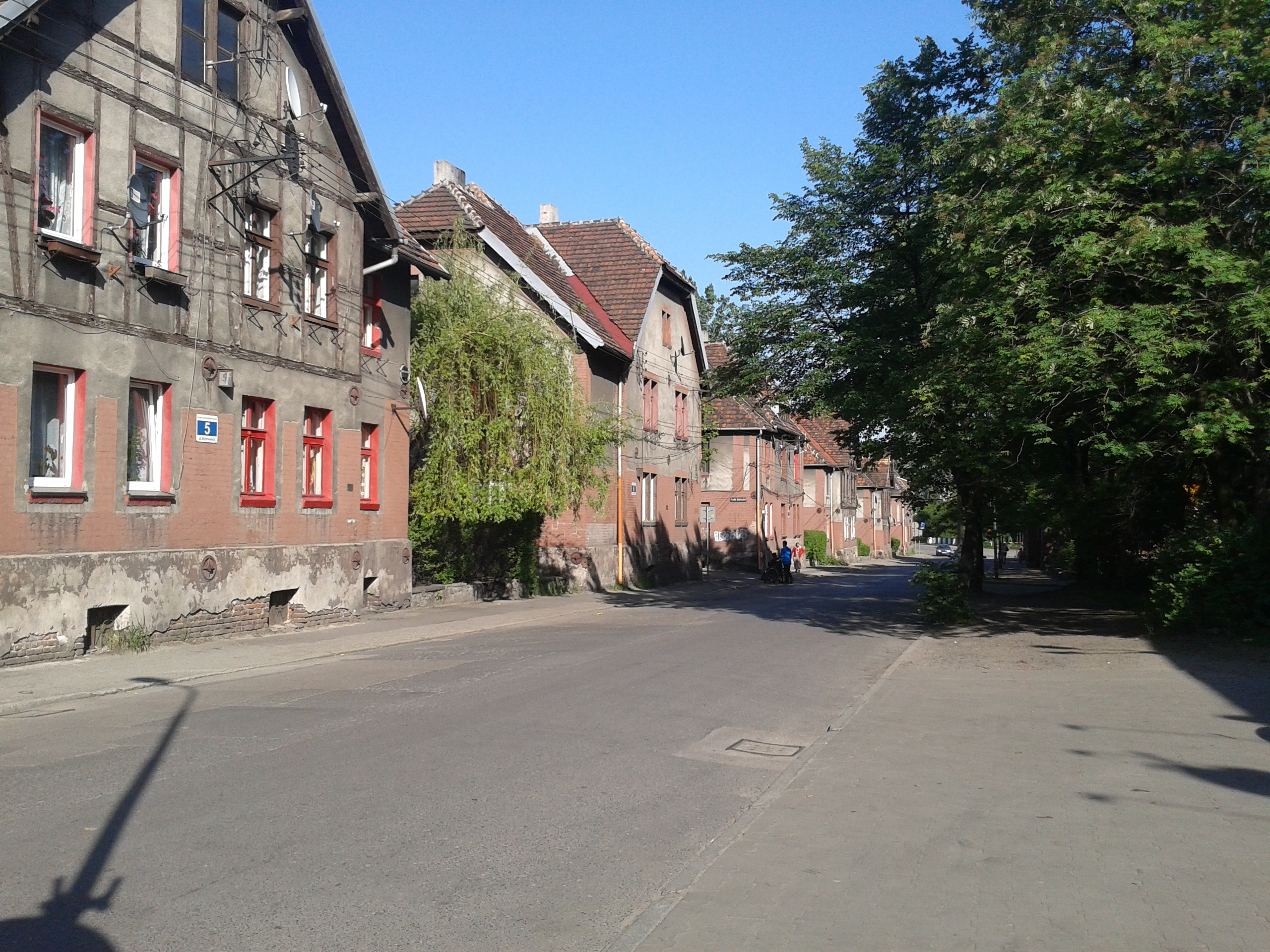
Ortsansicht

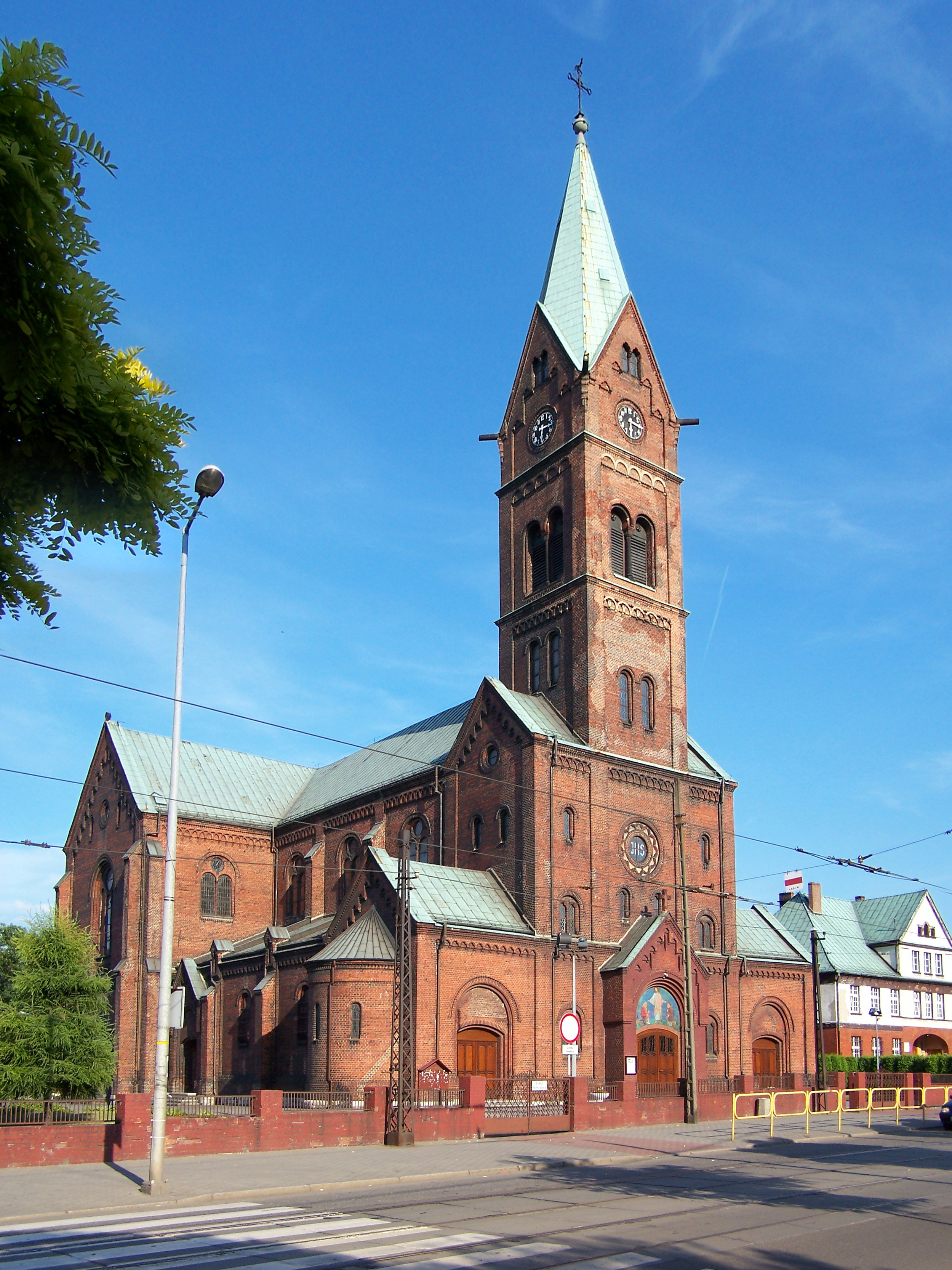
Die Heilige-Familie-Kirche

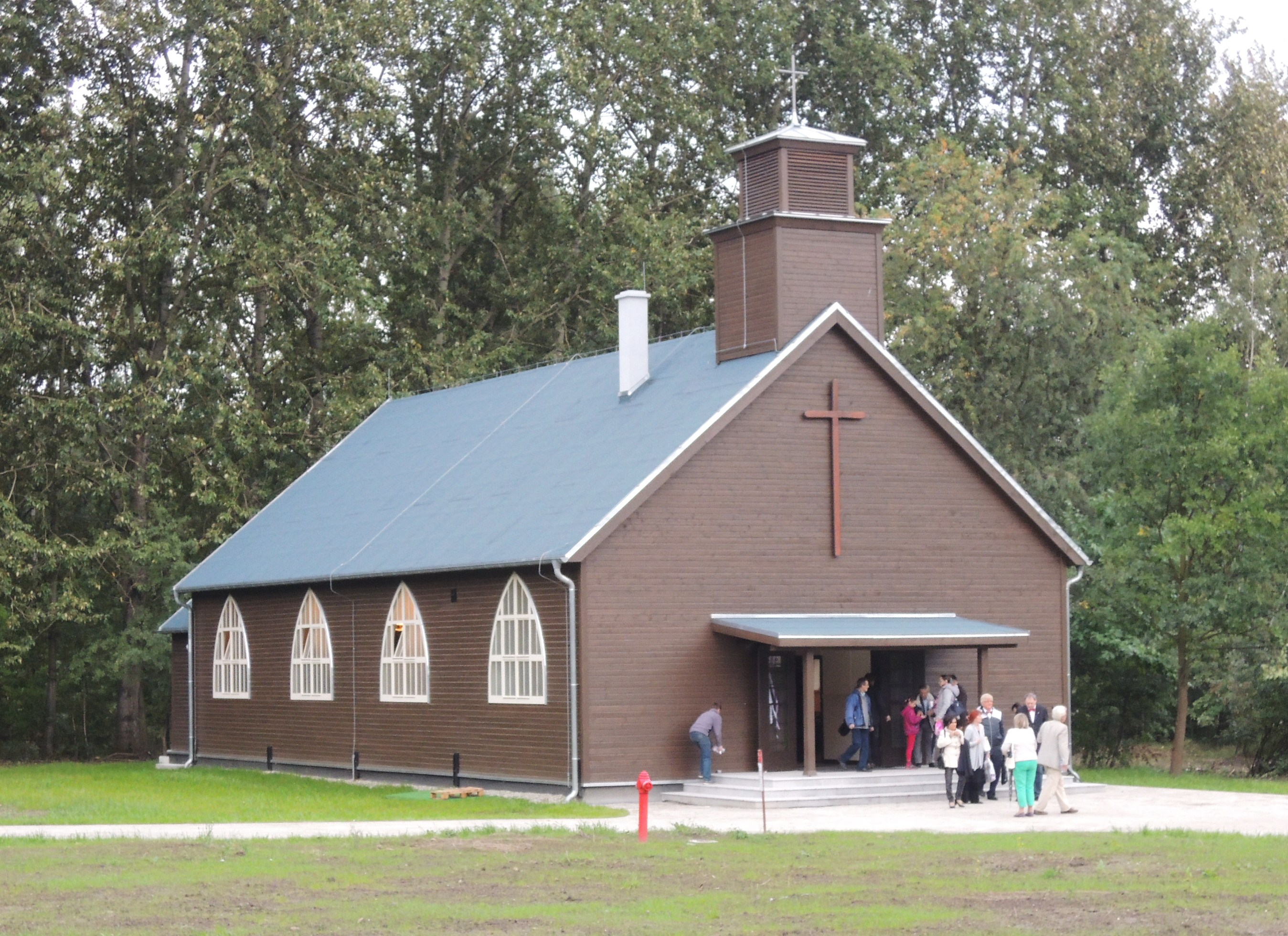
Die frühere evangelische Kirche von Bobrek

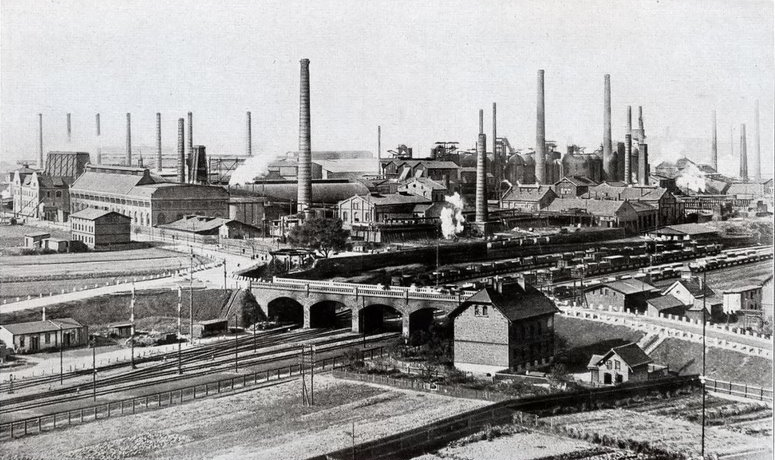
Die Julienhütte

Der Ort wurde 1369 erstmals urkundlich als „Bobrek“ erwähnt. 1618 folgte eine Erwähnung als Bobrek und 1679 als Bobregk. In dieser Zeit werden Kaspar der Ältere von Pelchrzim und Kaspar der Jüngere von Pelchrzim als Besitzer des Ortes genannt. 1703 wird durch Urteil einem Kaspar von Pelchrzim das Recht auf das Graben nach Galmei gerichtlich bestätigt. Von Pelchrzim überließ das Recht dem Breslauer Handelsmann Georg von Giesche, vgl. Hubert Lachotta in Kohle, Zink und Eisen - Aus dem Werden und Wachsen des oberschlesischen Industriegebiets, Berlin 1941. Aber noch im Jahr 1748 befand sich Bobrek im Besitz der Familie von Pelchrzim (Pelgrzim), F. Schwenker, Zur Geschichte der evangelischen Kirche in Oberschlesien in der preußischen Zeit in: ZdVfGS, Breslau 1937.
1865 bestand Bobrek aus einem Dorf, einem Rittergut und mehreren Kolonien, die im Zuge des wachsenden Bergbaus und Hüttenindustrie entstanden sind. Das Rittergut war im Besitz der Gräfin Schaffgotsch-Godulla. Das Dorf Bobrek hatte zu diesem Zeitpunkt zwei Bauern, neun Gärtner, sieben Halbgärtner und sechs Häusler. Die Kolonie Worpie bestand aus fünf Wohnhäusern. Westlich davon befand sich die Elisabeth-Galmeigrube mit zwei Wasserhaltungs-Dampfmaschinen. Zudem gab es bei Bobrek Paneratius-Galmeigrube, die Eisenhütte Vulcan mit vier Hochöfen, die Zinkhütte Bobrekhütte (1844 vom Rittergutbesitzer Karl Godulla erbaut), zwei Gasthäuser und mehrere Handwerker: Zwei Schneider, zwei Schlosser, zwei Stellmacher, ein Tischler, ein Schuhmacher, ein Bäcker und ein Fleischer.
Bei der Volksabstimmung in Oberschlesien am 20. März 1921 stimmten 2548 Wahlberechtigte für einen Verbleib bei Deutschland und 2250 für eine Zugehörigkeit zu Polen. Auf Gut Bobrek stimmten 137 Personen für Deutschland und 245 für Polen. Bobrek verblieb nach der Teilung Oberschlesiens beim Deutschen Reich. Am 1. April 1928 wurden das Rittergut Bobrek und die Landgemeinden Bobrek und Karf zur Gemeinde Bobrek-Karf zusammengeschlossen. Bis 1945 gehörte der Ort zum Landkreis Beuthen.
1945 kam der bis dahin deutsche Ort unter polnische Verwaltung und der Woiwodschaft Schlesien angeschlossen. 1950 kam der Ort zur Woiwodschaft Kattowitz. 1951 erfolgte die Eingemeindung in die Stadt Bytom.

## Sehenswürdigkeiten und Bauwerke
- Die katholische Kirche Heilige Familie (Kościoł Świętej Rodziny) wurde erbaut in den Jahren 1900 bis 1902 im neoromanischen Stil, entworfen durch den Architekten Ludwig Schneider.[5] Der Hauptaltar, der nach 1918 dazugefügt wurde stammt von dem Münchener Bildhauer Georg Schreiner.[6]
- Die Arbeitersiedlung (Osiedle robotnicze Kolonia Bobrek) zwischen den Straßen Konstytucji, Baczyńskiego, Zabrzańską, Żwirową und Stalmacha besteht aus besteht aus zwei- und dreistöckigen Mehrfamilienhäusern, teilweise in Fachwerk mit vielfältigen Fensterformen. Teils im historistischen Stil mit modernen Elementen und im Stil des Funktionalismus.
- Die Arbeitersiedlung  (Osiedle robotnicze Nowa Kolonia Roboticza) zwischen den Straßen Zabrzańskiej, Konstytucji und Żwirowa entstand 1907 bis 1922 im historistischen Stil mit modernistischen Elementen. Einige Gebäude wurden mittlerweile umgebaut. Wohnhaus der Arbeitersiedlung

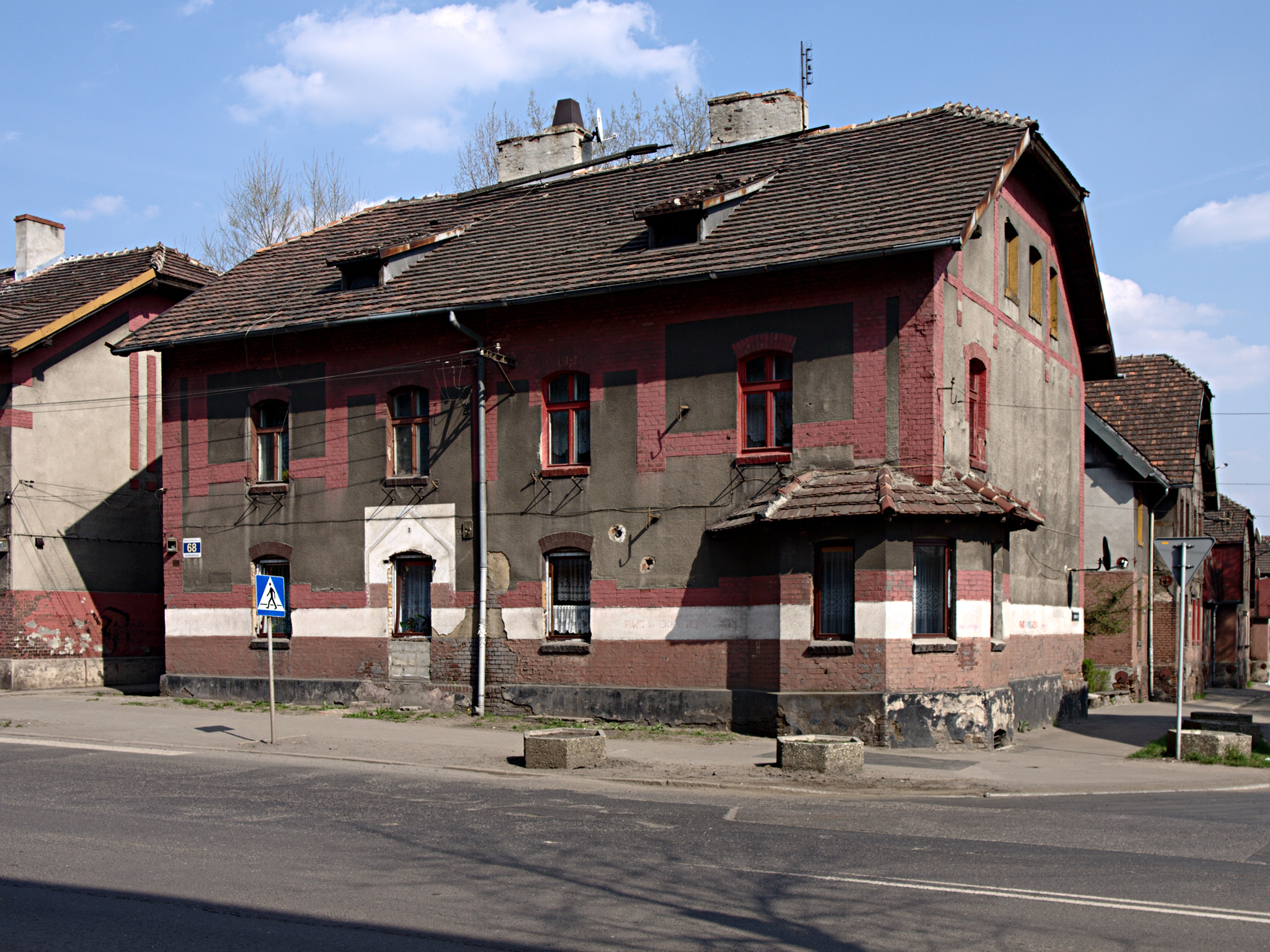
Wohnhaus der Arbeitersiedlung

- Die ehemalige Julienhütte Bobrek  (Huta Żelaza Bobrek) liegt an der ul. Konstytucji und wurde erbaut in den Jahren 1900 bis 1907 im neoromanischen Stil, der Nordteil stammt von 1913.[7]
- Die Evangelische Kirche wurde 1932 als Holzkirche im modernen Stil erbaut. Derzeit befindet sie sich im Freilichtmuseum in Chorzów (Königshütte O.S.).

## Wappen
Alte Siegel und Wappen der Gemeinde Bobrek zeigen das Lamm Gottes unter einem Baum.

## Söhne und Töchter des Ortes
- Emil von Durant (1799–1873), deutscher Rittergutsbesitzer, Landrat und Politiker
- Waldemar Ossowski (1880–1959), deutscher Politiker und Journalist
- Bernhard Polefka (1910–1942), Missionar und Märtyrer
- Józef Dymarczyk (* 1936), Fußballspieler